# Timothy D. Murphy
Timothy D. "Big Tim" Murphy (1885 - 26 juin 1928) est un gangster de Chicago qui contrôlait plusieurs grands syndicats de cheminots, de blanchisserie et de teinture au cours des années 1910 et au début des années 1920.

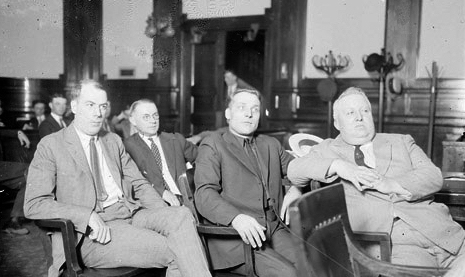
Tim Murphy,John Miller, Fred Mader et Cornelius Shea

## Biographie
Né en 1885, Murphy s'est fait connaître au début du 20e siècle dans le racket. Dans les années 1910, il a créé un gang irlandais américain qui est devenu l'une des premières organisations criminelles les plus puissantes de Chicago. Le gang de Murphy était l'un des rares respectés par Al Capone et le Chicago Outfit dirigé par les Italo-Américains
Le 6 mai 1922, Murphy, Cornelius Shea et six autres dirigeants syndicaux ont été arrêtés et accusés du meurtre d'un policier de Chicago. Le 24 mai, l'État a demandé un nolle prosequi et le tribunal a accepté de retirer les actes d'accusation. Un nouvel acte d'accusation a été rendu contre Murphy et les autres en août, mais ce deuxième acte d'accusation a également été retiré par l'État.
"Big Tim" Murphy a été abattu alors qu'il ouvrait la porte d'entrée de sa maison dans la nuit du 26 juin 1928. Son meurtre n'a jamais été élucidé.